# 凡甲科技
凡甲科技股份有限公司，簡稱凡甲科技或凡甲，英文名稱Alltop Technology Co., Ltd.，成立於1998年。主要經營各種連接器生產和銷售同志業務，包括顯示器連接器和筆記型電腦及其周邊配備的連接器等。

## 公司架構
集團下的主要相關據點及子公司包括：
- 總公司：凡甲科技股份有限公司
- 蘇州廠：凡甲電子（蘇州）有限公司
- 東莞廠：嘉豪電子廠
- 沖壓廠: 立全科技（太倉）有限公司
- 塑模廠: 盛凱吉電子科技（太倉）有限公司

## 沿革
- 1998年：成立凡甲科技股份有限公司，資本額5 佰萬元整。
- 1999年：投入筆記型電腦連接器之開發設計及製造。
- 2007年：經證券櫃檯買賣中心核准通過上櫃掛牌。
- 2008年：成立香港子公司 ALLTOP HOLDING (HK)作為凡甲電子(蘇州)的控股公司。
- 2008年：富比士雜誌(Forbes)評選亞洲最佳2008中小企業。
- 2010年：垂直整合沖模廠立全科技(太倉)有限公司及塑模廠盛凱吉電子(太倉)有限公司。
- 2010年：台達電以新台幣2.5億元認購凡甲私募轉換公司債。

## 外部連結
- 凡甲科技股份有限公司（页面存档备份，存于）
- 2008年富比士雜誌(Forbes)評選亞洲最佳2008中小企業（页面存档备份，存于）
- 公開資訊觀測站（页面存档备份，存于）
- 凡甲私募2.5億元拍板！台達電全吃 攜手搶進節能、設備市場_新聞_鉅亨網_投資全球 讓你鉅亨（页面存档备份，存于）